# جونسونفيل
جونسونفيل (كارولاينا الجنوبية) (بالإنجليزية: Johnsonville, South Carolina)‏ هي مدينة تقع في الولايات المتحدة في Florence County.  يقدر عدد سكانها بـ 1,418 نسمة ومساحتها 4.1 كم2  وترتفع عن سطح البحر 28 متر.

## التركيبة السكانية
حدّد مكتب تعداد الولايات المتحدة بيانات التركيبة السكانية لجونسونفيل في تعداد الولايات المتحدة. في ما يلي، التركيبة السكانية حسب تعدادي 2000 و2010.

### تعداد عام 2000
بلغ عدد سكان جونسونفيل 1,418 نسمة بحسب تعداد عام 2000، وبلغ عدد الأسر 532 أسرة وعدد العائلات 414 عائلة مقيمة في المدينة. في حين سجلت الكثافة السكانية 255.5 نسمة لكل كيلومتر مربع (661.7/ميل2). وبلغ عدد الوحدات السكنية 602 وحدة بمتوسط كثافة قدره 108.5 لكل كيلومتر مربع (281.0/ميل2).
وتوزع التركيب العرقي للمدينة بنسبة 75.74% من البيض و22.78% من الأمريكيين الأفارقة و0.21% من الأمريكيين الأصليين و0.14% من الأمريكيين ذوي الأصول الآسيوية و0.56% من الأعراق الأخرى و0.56% من عرقين مختلطين أو أكثر و1.06% من الهسبانيون أو اللاتينيون من أي عرق.
بلغ عدد الأسر 532 أسرة كانت نسبة 41.2% منها لديها أطفال تحت سن الثامنة عشر تعيش معهم، وبلغت نسبة الأزواج القاطنين مع بعضهم البعض 52.8% من أصل المجموع الكلي للأسر، ونسبة 18.6% من الأسر كان لديها معيلات من الإناث دون وجود شريك،  بينما كانت نسبة 6.4% من الأسر لديها معيلون من الذكور دون وجود شريكة وكانت نسبة 22.2% من غير العائلات. تألفت نسبة 19.9% من أصل جميع الأسر من عدة أفراد يعيشون في نفس المنزل ونسبة 9.2% كانت تتألف من شخص يعيش بمفرده يبلغ من العمر 65 عاماً أو أكثر. وبلغ متوسط حجم الأسرة المعيشية 2.65، أما متوسط حجم العائلات فبلغ 3.03.
بلغ العمر الوسطي للسكان 37.2 عاماً. وكانت نسبة 26.4% من القاطنين تحت سن الثامنة عشر، وكانت نسبة 8.8% بين الثامنة عشر والرابعة والعشرين عاماً، ونسبة 26.3% كانت واقعةً في الفئة العمرية ما بين الخامسة والعشرين والرابعة والأربعين عاماً، ونسبة 25.5% كانت ما بين الخامسة والأربعين والرابعة والستين، ونسبة 12.3% كانت ضمن فئة الخامسة والستين عاماً فما فوق. يوجد لكل 100 أنثى 87.0 ذكر، ويوجد لكل 100 أنثى في الثامنة عشر من عمرها فما فوق 81.3 ذكر.
بلغ متوسط دخل الأسرة في المدينة 34,274 دولارًا، أما متوسط دخل العائلة فبلغ 38,690 دولارًا. وكان متوسط دخل الذكور 30,109 دولارًا مقابل 19,500 دولارًا للإناث. وسجل دخل الفرد الخاص بالمدينة 15,539 دولارًا. وكانت نسبة 13.3% من العائلات ونسبة 16.6% من السكان تحت خط الفقر، وكان من هؤلاء نسبة 22.3% تحت سن الثامنة عشر ونسبة 18.1% في الخامسة والستين من العمر وما فوق.

### تعداد عام 2010
بلغ عدد سكان جونسونفيل 1,480 نسمة بحسب تعداد عام 2010، وبلغ عدد الأسر 561 أسرة وعدد العائلات 422 عائلة مقيمة في المدينة. في حين سجلت الكثافة السكانية 266.7 نسمة لكل كيلومتر مربع (690.7/ميل2). وبلغ عدد الوحدات السكنية 636 وحدة بمتوسط كثافة قدره 114.6 لكل كيلومتر مربع (296.8/ميل2).
وتوزع التركيب العرقي للمدينة بنسبة 74.05% من البيض و21.82% من الأمريكيين الأفارقة و0.20% من الأمريكيين الأصليين و1.55% من الأمريكيين ذوي الأصول الآسيوية و0.27% من سكان جزر المحيط الهادئ و0.68% من الأعراق الأخرى و1.42% من عرقين مختلطين أو أكثر و2.57% من الهسبانيون أو اللاتينيون من أي عرق.
بلغ عدد الأسر 561 أسرة كانت نسبة 37.1% منها لديها أطفال تحت سن الثامنة عشر تعيش معهم، وبلغت نسبة الأزواج القاطنين مع بعضهم البعض 50.8% من أصل المجموع الكلي للأسر، ونسبة 20.7% من الأسر كان لديها معيلات من الإناث دون وجود شريك،  بينما كانت نسبة 3.7% من الأسر لديها معيلون من الذكور دون وجود شريكة وكانت نسبة 24.8% من غير العائلات. تألفت نسبة 23.5% من أصل جميع الأسر من عدة أفراد يعيشون في نفس المنزل ونسبة 8.7% كانت تتألف من شخص يعيش بمفرده يبلغ من العمر 65 عاماً أو أكثر. وبلغ متوسط حجم الأسرة المعيشية 2.62، أما متوسط حجم العائلات فبلغ 3.08.
بلغ العمر الوسطي للسكان 37.8 عاماً. وكانت نسبة 26.4% من القاطنين تحت سن الثامنة عشر، وكانت نسبة 7.9% بين الثامنة عشر والرابعة والعشرين عاماً، ونسبة 24.8% كانت واقعةً في الفئة العمرية ما بين الخامسة والعشرين والرابعة والأربعين عاماً، ونسبة 26.5% كانت ما بين الخامسة والأربعين والرابعة والستين، ونسبة 14.4% كانت ضمن فئة الخامسة والستين عاماً فما فوق. وتوزع التركيب الجنسي للسكان بنسبة 47.6% ذكور و52.4% إناث.